# 도시탈출 라이브
‘도시탈출 라이브’는 자율주행 시범도시인 세종시를 배경으로 한 예능으로 JTBC에서 2020년 12월 17일 밤 11시 50분에 방송되었던 파일럿 예능 프로그램이다.

## 기획의도
- 5G 통신기반으로 여러 대의 자동차를 하나로 연결해 방송을 찍고 동시에 360VR 영상을 촬영해 게임쇼를 제작하는 등 새로운 놀이문화를 만들기 위한 예능 프로그램이다.

## 제작배경
- 케이시크는 서버SW 기술의 강점을 가진 회사로서 대단위 시청자가 스마트폰으로 양방향 방송에 참여하는 기술을 개발하여 사용하고 있다.
- 케이시크는 2014년부터 KBS, EBS, JTBC 등 다양한 방송국들과 협력하며 양방향 방송의 노하우를 축적해왔다. 베트남, 태국 등 방송 포맷을 수출하는 등 해외 진출을 위해 노력하고 있으며 양방향 방송 관련 특허 17종을 등록하고 23건의 특허를 국내외에 출원 중이다.
- 방송콘텐츠를 잘 이해하는 기술벤처회사로서 5G의 출현은 콘텐츠 시장의 패러다임을 전환 시킬 것으로 예측하고 2018년부터 5G 기반의 양방향 방송 기술에 대한 준비를 해오고 있었다.
- 2025년쯤 자율주행차가 보급되면 자동차로 즐기는 콘텐츠 시장의 급성장을 예상하고 있다. 자동차를 이용한 고수력이 높은 게임방송 제작을 통해 포맷 및 기술에 대한 지적재산권을 선점하여 수익을 높이고 고용을 확대하면서 국내경제를 활성화시키고 관련 사업의 성장을 견인하고자 한다.

## 방송시간
- 2020년 12월 17일 밤 11시 50분 1회 파일럿 프로그램으로 편성되어 송출됐다.

## 출연진
- 진행자 : 방송연예인 장성규
- 게스트 : (추격자)가수 공원소녀, 가수 다이아 / (도망자)개그맨 류근지

## 프로그램 내용
- 자율주행차를 활용한 게이미피케이션 프로그램

- 자율주행차로 각 팀이 주행 중일 때, 게임의 재미를 더하기 위해 돌발 벌칙을 진행한다.
- 주행중인 차량내에서 미션 수행을 위해 퀴즈를 푼다.
- 게스트가 미션수행을 잘못할 경우, 추격팀은 벌칙을 받게 된다. (ex. 갑자기 주행속도가 느려짐, 주행을 일정 시간 멈춤, 스튜디오 내 4D좌석을 덜컹 거리며 충돌 느낌을 줌)
- 5G 이동통신 기반 GPS 및 360VR 송출 방송

- 5G 통신망에서 이동하는 차량의 내부, 외부에 360VR 카메라를 설치하여 해당되는 360VR 영상을 스트리밍 해서 보여준다.
- 양방향 소통 플랫폼을 활용한 시청자참여 방송

- 동시접속 10만명의 시청자가 자신의 스마트폰으로 방송을 시청하면서 참여하는 양방향 방송이다.
- 방송에 출제되는 퀴즈를 같이 풀고 영상참여를 통해 시청자들과 얼굴을 보며 실시간으로 소통한다.

## 진행방식
- 자율주행 코스안에서 도망차량과 추격차량 A, B팀이 쫓고 쫓긴다.
- 도망차량은 정해진 미션을 수행하면서 따돌린다. 미션을 성공하면 추격차량 A,B팀에게 공격이 가해지고 벌칙을 수행한다. 추격차량 2팀은 미션을 수행하면서 도망차량을 추격한다. 미션을 성공하면 상대 차량에 벌칙이 가해진다.
- 추격차량 A,B팀의 팀원 2명씩 스튜디오에서 각 팀을 응원하는 화상 참여자와 소통하여 힌트를 획득한다.
- 차량 안에 있는 팀원은 스마트폰이 없기 때문에 화상 참여자들에게 인터넷 검색을 요청한다.
- 스튜디오에 있는 모션체어에 각 팀의 팀원들은 착석하고, 추격 차량에 있는 팀원이 미션을 실패할 시 벌칙을 수행한다.